# 兴和站
兴和站是一个集通线上的铁路车站，位于内蒙古自治区化德县兴和牧场，建于1995年，目前为四等站，邮政编码为013361。目前客运：办理旅客乘降；行李、包裹托运；货运：办理整车货物发到。